# Psectrogaster essequibensis
Psectrogaster essequibensis är en fiskart som först beskrevs av Günther, 1864.  Psectrogaster essequibensis ingår i släktet Psectrogaster och familjen Curimatidae. Inga underarter finns listade i Catalogue of Life.